# Rubjerg Knude Fyr
Maják Rubjerg Knude leží v Dánsku, na severním pobřeží Jutska ve správním obvodu města Hjørring. Jde o populární turistický cíl, ohrožovaný přírodními vlivy. Projevuje se zde destruktivní síla západních větrů, vanoucích od Severního moře. Písečné pobřeží a bezprostřední okolí majáku se vlivem větrné eroze a přenosu pískové masy velmi rychle proměňuje. Z důvodu hrozícího zřícení byl maják v roce 2019 přesunut.

## Historie
Maják, vysoký 23 metrů, byl postaven v letech 1899–1900 ve výšce 60 metrů nad mořem na vrcholu útesu Lønstrup Klint ve vzdálenosti 200 metrů od moře. V té době se kolem něj nenacházely žádné vysoké pískové duny. Kromě samotného majáku se na místě nacházelo několik dalších budov. Masivní přenos písku větrem směrem od pobřeží k majáku však způsobil, že v roce 1968 už nebyl maják přes nánosy viditelný z moře a musel být vyřazen z provozu. V roce 1980 byl otevřen jako muzeum v dunách, ale i to muselo být v roce 2002 uzavřeno, protože vrstvy písku zablokovaly dveře a stalo se nemožným vejít dovnitř. Domy obklopující maják byly prakticky překryty pískem, což vedlo k jejich destrukci a pozdějšímu zbourání poté, co se duna posunula dále východním směrem.
Pobřežní linie se vlivem větru posunula do bezprostřední blízkosti majáku, což v budoucnosti povede k jeho zániku na tomto místě. V listopadu 2017 obecní samospráva oznámila, že eroze pobřeží postoupila rychleji, než se očekávalo, a maják bude muset být v roce 2018, nejpozději 2019, z bezpečnostních důvodů zbourán, jinak hrozí jeho zřícení.
V roce 2018 bylo toto rozhodnutí změněno. Dne 22. října 2019 byl maják přesunut po kolejích o 70 metrů dále do vnitrozemí. Celou akci řídil zednický mistr Kjeld Pedersen z Lønstrupu. Přesun za 5 milionů dánských korun sledovaly tisíce osob na místě a prostřednictvím médií také další lidé z celého světa. Celý projekt byl pečlivě naplánován týdny dopředu a na místě proběhl během šesti hodin. Průměrná rychlost přesunu byla 12 metrů za hodinu.
Předpokládá se, že nové místo bude pro maják bezpečné příštích 20–40 let.
Maják každoročně navštíví cca 250 tisíc turistů.